# Саванье, Тежи
Тежи́ Теди́ Саванье́ (фр. Téji Tedy Savanier; род. 22 декабря 1991, Монпелье) —  французский футболист, полузащитник клуба «Монпелье». Выступал за олимпийскую сборную Франции.

## Клубная карьера

### Ранняя карьера
Профессиональную карьеру Саванье начал в резервную команде «Монпелье». В 2011 году перешел в «Арль-Авиньон» из Лиги 2. В первом сезоне за клуб отметился дебютным голом в домашней игре против «Ланса».

### «Ним»
В августе 2015 года Саванье подписал однолетний контракт с «Нимом» с правом продления еще на год. Два года спустя он продлил контракт до 2020 года. В сезоне 2017/18 помог "крокодилам" занять второе место в Лиге 2 и впервые с 1993 года клуб вышел в Лигу 1. Он и его одноклубники, Умут Бозок и Рашид Алиуи, вошли в команду года по версии НСПФ.
В дебютном сезоне в высшей лиге Саванье помог «Ниму» занять 9-е место. Возглавил список ассистентов с 14 результативными передачами, опередив Анхеля Ди Мария и Николя Пепе (у обоих по 11). Среди топ-5 европейских лиг уступил только Эдену Азару, который отдал 15 голевых передач.

### Возвращение в «Монпелье»
В июле 2019 года Саванье вернулся в «Монпелье», который заплатил за игрока около 10 миллионов евро, что является клубным рекордом. 

## Международная карьера
Саванье был включен в состав олимпийской сборной Франции на летние Олимпийские игры 2020 в Токио. Во втором туре групповой стадии против сборной ЮАР забил гол на 90+2 минуте, который стал победным в матче (4:3).

## Личная жизнь
Саванье родился в Монпелье в цыганской семье и до сих пор живет со своими родителями в пригороде Фигероле. Когда он играл за «Арль-Авиньон», в часе езды, он снимал квартиру вместе с матерью. Он живет в квартире площадью около 60 квадратных метров в жилом комплексе в Фигероле. Свободное время он проводит за барбекю и игрой в петанк в своем районе. Он никогда не ездил в отпуск за границу, а предпочитает отдыхать в кемпинге в 7 км от дома с семьей и друзьями.